# Śmiertelna gorączka 2
Śmiertelna gorączka 2 (ang. Cabin Fever 2: Spring Fever) − amerykański horror z 2009 roku w reżyserii Ti Westa. Sequel horroru Śmiertelna gorączka (2002) w reżyserii Eliego Rotha. W rolach głównych wystąpili Noah Segan, Alexi Wasser i Giuseppe Andrews, rolę z prequelu powtórzył Rider Strong. Zdjęcia kręcono w Wilmington w Karolinie Północnej.
Premiera miała miejsce 21 sierpnia 2009 roku podczas Fantasy Filmfest w Niemczech. W 2014 roku premierę miał prequel filmu pt. Śmiertelna gorączka 3.

## Opis fabuły
Śmiertelny wirus − przyczyna śmierci bohaterów prequelu − rozprzestrzenia się w oszałamiającym tempie i atakuje nastolatków bawiących się na balu maturalnym. John zrobi wszystko, by ocalić siebie i swoją ukochaną, Cassie.

## Obsada
- Noah Segan − John
- Alexi Wasser − Cassie
- Rusty Kelley − Alex
- Giuseppe Andrews − Winston
- Regan Deal − Liz Grillington
- Marc Senter − Marc
- Michael Bowen − dyrektor Sinclair
- Judah Friedlander − Toby
- Larry Fessenden − Bill
- Joe Swanberg − członek drużyny Hazmata
- Taylor Kowalski − Darryl
- Rider Strong − Paul